# Matsuzaki
Matsuzaki (松崎町 Matsuzaki-chō?) es un pueblo en la prefectura de Shizuoka, Japón, localizado en el centro-este de la isla de Honshū, en la región de Chūbu. Tenía una población estimada de 5932 habitantes el 1 de marzo de 2021 y una densidad de población de 70 personas por km².

## Geografía
Matsuzaki se encuentra en la costa suroeste de la península de Izu, frente a la bahía de Suruga en el océano Pacífico. Es una región montañosa con una línea costera de ria indentada. El área tiene numerosas aguas termales (onsen). Calentada por la cálida corriente de Kuroshio, el área disfruta de un clima oceánico cálido con veranos cálidos y húmedos e inviernos suaves y fríos. Partes del pueblo se encuentran dentro de los límites del parque Nacional Fuji-Hakone-Izu. Limita con las ciudad de Shimoda y con los pueblos de Kawazu Minamiizu y Nishiizu.

## Historia
Durante el período Edo, toda la provincia de Izu era territorio bajo el control directo del shogunato Tokugawa, y el área que ahora comprende el pueblo de Matsuzaki consistía en 21 villas. Con el establecimiento del sistema de municipios modernos de principios del período Meiji en 1889, el área se dividió en 11 aldeas dentro del distrito de Kamo y 10 aldeas dentro del distrito de Naka. Después de la abolición del distrito de Naka, las 21 villas se reunieron bajo el distrito de Kamo. La villa de Matsuzaki fue elevada al estado de pueblo en 1901 y anexionó el vecino Nakagawa en 1955 y a Iwashina en 1956.

## Demografía
Según los datos del censo japonés, la población de Matsuzaki ha disminuido lentamente en los últimos 50 años.
| Gráfica de evolución demográfica de Matsuzaki entre 1940 y 2015 |
|                                                                 |
| Oficina de Estadística de Japón                                 |